# Russisches Billard

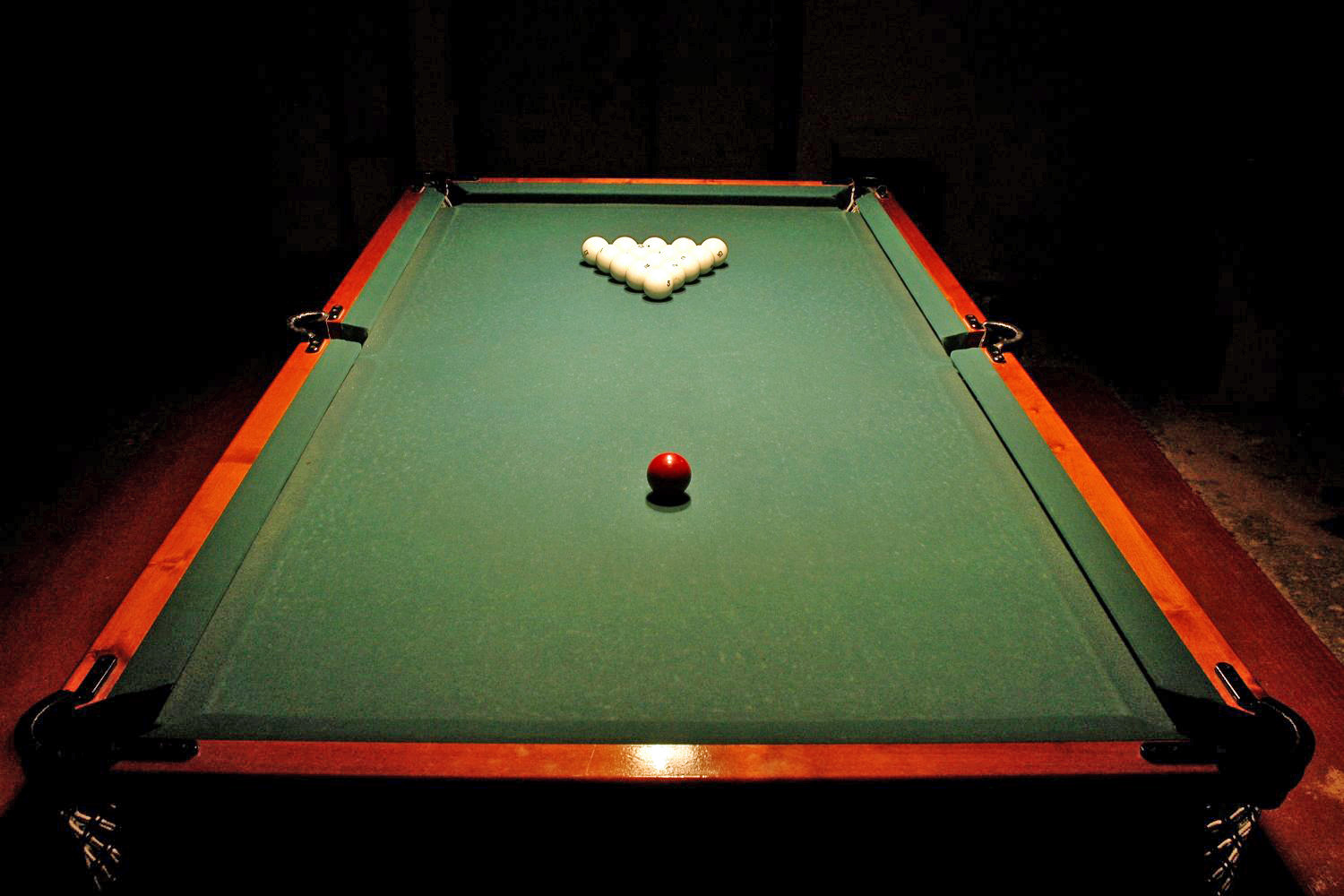
Tisch für russisches Billard

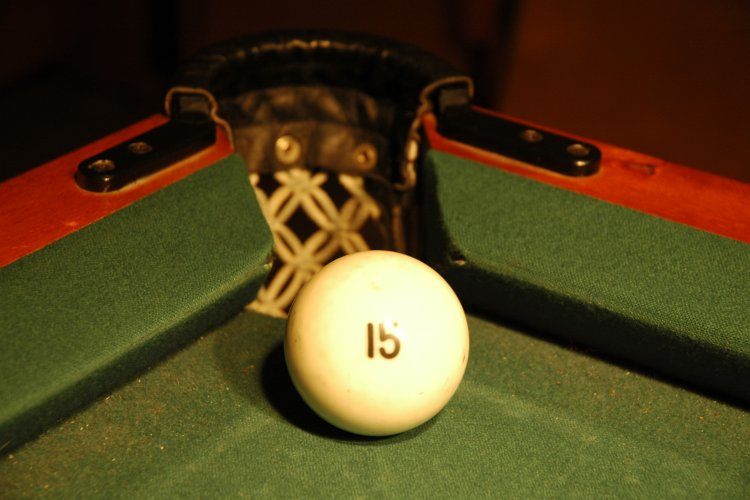
Ein Objektball vor der Ecktasche

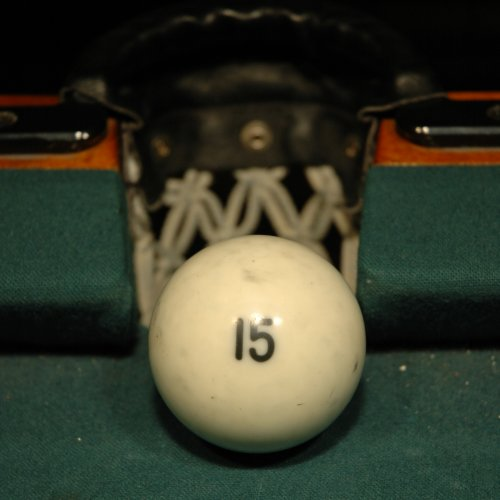
Ein Objektball vor der Seitentasche

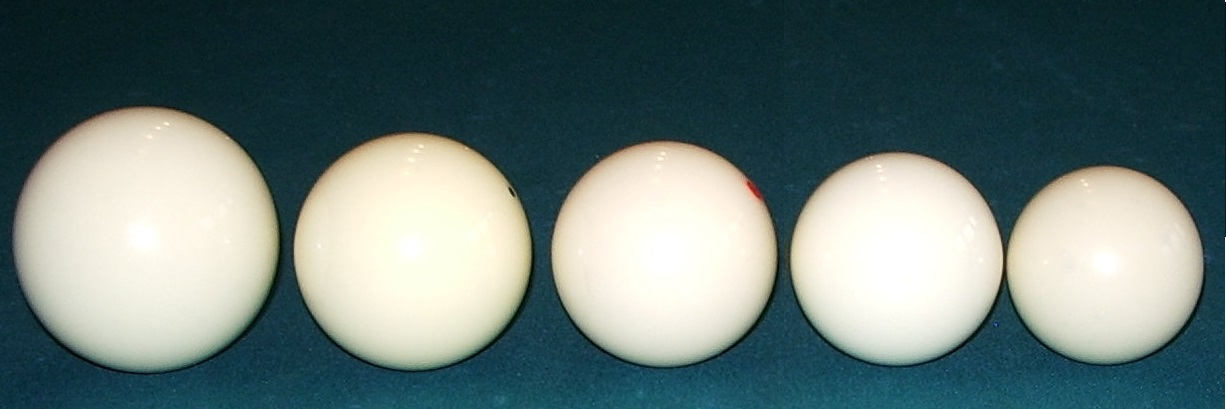
Größenvergleich verschiedener Billardkugeln
Russisches Billard: ganz links

Russisches Billard (auch Russische Pyramide oder nur Pyramide genannt, russisch Пирамида) ist eine Billard-Variante, die in Russland und den übrigen GUS-Staaten populärer als jede andere Billardvariante, außerhalb jedoch wenig bekannt ist.

## Geschichte
Die Geschichte des russischen Billards geht zurück auf Peter den Großen. Er lernte im 18. Jahrhundert in den Niederlanden das Billardspiel kennen und brachte es nach Russland. Dort entwickelte sich die Variante des Pyramidenbillards.

## Regeln
Gespielt wird auf einem Tisch von der Größe eines Snooker-Tisches (12 Fuß), der im Gegensatz zu diesem keine abgerundeten Tascheneinläufe besitzt, mit insgesamt 16 Kugeln, die mit 68 mm Durchmesser noch größer sind als Karambolage-Kugeln. Die Taschen des Tisches sind so geschnitten, dass mit 71 mm (Ecktaschen) beziehungsweise 80 bis 81 mm (Mitteltaschen) nur wenige Millimeter Platz zum Lochen der Kugeln ist. Man braucht daher mehr Präzision als in anderen Billardvarianten zum Lochen von Kugeln.
Das Spiel wird üblicherweise beendet, wenn einer der Spieler 8 Punkte erreicht (d. h. 8 Bälle versenkt hat). Es ist nicht erforderlich anzusagen, welche Kugel man lochen möchte. Werden mehrere Kugeln in einem legalen Stoß gelocht, so gibt es auch die entsprechende Anzahl an Punkten.
Zu Beginn des Spieles werden die 15 weißen und meist durchnummerierten Objektbälle in Dreiecksform angeordnet (ähnlich der Ausgangssituation im 8-Ball). Der meist rote oder gelbe Spielball wird im oberen Viertel positioniert.
Für einen legalen Stoß muss in jedem Fall eine Kollision mit mindestens einem der Objektbälle erfolgen, andernfalls gilt ein Stoß als Foul. Ein Foul liegt zudem unter anderem dann vor, wenn bei einem Stoß der Ball mehrmals mit der Queuespitze getroffen wird (Durchstoß), wenn ein Ball vom Tisch springt und wenn beim Stoß der Spieler nicht mit mindestens einem Fuß den Boden berührt. Nach einem Foul werden alle Bälle, die bei dem Foul das Spielfeld verlassen haben, wieder aufgesetzt. Der Gegner des foulenden Spielers erhält anschließend einen Punkt und es wird ein Ball seiner Wahl vom Tisch genommen. Des Weiteren hat er die Wahl, wer das Spiel mit dem nächsten Stoß fortsetzt.

## Disziplinen
Russisches Billard wird in verschiedenen Disziplinen gespielt. In allen Disziplinen gelten die allgemeinen Regeln des Russischen Billards.

### Freie Pyramide
Bei der Freien Pyramide (auch Amerikanische Pyramide) darf bei jedem Stoß (außer beim Anstoß) ein beliebiger Ball als Spielball genutzt werden. Für jeden korrekt gelochten Ball erhält der Spieler einen Punkt. Wird der Spielball gelocht, so muss er zuvor einen Objektball berührt haben, um gewertet zu werden, und bleibt anschließend vom Tisch.

### Dynamische Pyramide
Bei der Dynamischen Pyramide (auch Sibirische Pyramide) darf nur der rote (beziehungsweise gelbe) Ball als Spielball genutzt werden. Jeder korrekt versenkte Ball wird mit einem Punkt gewertet, so auch der Spielball, wenn er zuvor einen Objektball berührt hat. Wenn der Spielball gelocht wird, kommt er anschließend zurück auf den Tisch und der Spieler kann ihn auf dem gesamten Tisch beliebig platzieren (Ball in Hand). Vor dem nächsten Stoß wird zudem ein vom Spieler ausgewählter Ball vom Tisch entfernt. Nachdem der Spielball gelocht wurde, darf er beim darauffolgenden Stoß nicht erneut versenkt werden.

### Kombinierte Pyramide
Bei der Kombinierten Pyramide (auch Moskauer Pyramide) darf ebenfalls nur der farbige Ball als Spielball genutzt werden. Jeder korrekt versenkte Ball wird mit einem Punkt gewertet. Wird der Spielball mit einem legalen Stoß gelocht, kommt er anschließend zurück auf den Tisch und der Spieler hat Ball in Hand im oberen Viertel des Tisches. Vor dem nächsten Stoß wird ein vom Spieler ausgewählter Ball vom Tisch genommen. Im Gegensatz zur Dynamischen Pyramide darf bei der Kombinierten Pyramide der Spielball auch in aufeinanderfolgenden Stößen versenkt werden.

## Weltmeisterschaften
Es werden regelmäßig internationale Meisterschaften in den verschiedenen Disziplinen des Russischen Billards ausgetragen. Seit 1999 in der Freien Pyramide, 2007 folgten die Dynamische und Kombinierte Pyramide. Im Folgenden sind die zehn erfolgreichsten Spieler der Weltmeisterschaften seit 1999 angegeben:
| Platz | Spieler             | Geb.          | Nation | Gold | Silber | Bronze | FP | DP | KP | Von  | Bis  |        |
| ----- | ------------------- | ------------- | ------ | ---- | ------ | ------ | -- | -- | -- | ---- | ---- | ------ |
| 1     | Kanybek Sagynbajew  | 11. Nov. 1985 | KGZ    | 3    | 3      | 1      | 1  | 2  | 0  | 2007 | 2014 | [ 4 ]  |
| 2     | Qanybek Saghyndyqow | 8. Aug. 1983  | KAZ    | 3    | 0      | 2      | 3  | 0  | 0  | 2001 | 2007 | [ 5 ]  |
| 3     | Nikita Liwada       | 30. Mai 1995  | RUS    | 2    | 2      | 5      | 1  | 0  | 1  | 2011 | 2013 | [ 6 ]  |
| 4     | Pawel Mechowow      | 9. Apr. 1985  | RUS    | 2    | 2      | 2      | 2  | 0  | 0  | 2006 | 2009 | [ 7 ]  |
| 5     | Jaroslaw Wynokur    | 6. Juni 1974  | UKR    | 2    | 2      | 0      | 2  | 0  | 0  | 2003 | 2011 | [ 8 ]  |
| 6     | Wladislaw Osminin   | 20. Nov. 1991 | RUS    | 2    | 1      | 3      | 2  | 0  | 0  | 2012 | 2015 | [ 9 ]  |
| 7     | Älichan Qaranejew   | 26. Juli 1990 | KAZ    | 2    | 1      | 2      | 1  | 0  | 1  | 2008 | 2016 | [ 10 ] |
| 8     | Jernar Tschimbajew  | 13. Apr. 1988 | KAZ    | 2    | 1      | 1      | 1  | 0  | 1  | 2010 | 2021 | [ 11 ] |
| 9     | Jewgeni Stalew      | 19. Mai 1979  | RUS    | 2    | 1      | 0      | 2  | 0  | 0  | 1999 | 2000 | [ 12 ] |
| 9     | Serghei Krîjanovski | 7. Juli 1996  | MDA    | 2    | 1      | 0      | 2  | 0  | 0  | 2014 | 2018 | [ 13 ] |
| 9     | Iossif Abramow      | 9. Apr. 2001  | RUS    | 2    | 1      | 0      | 0  | 0  | 2  | 2017 | 2019 | [ 14 ] |